# La Guéroulde
La Guéroulde är en kommun i departementet Eure i regionen Normandie i norra Frankrike. Kommunen ligger i kantonen Breteuil som tillhör arrondissementet Évreux. År 2018 hade La Guéroulde 792 invånare.

## Befolkningsutveckling
Antalet invånare i kommunen La Guéroulde
Referens:INSEE